# Estnisches Staatsarchiv

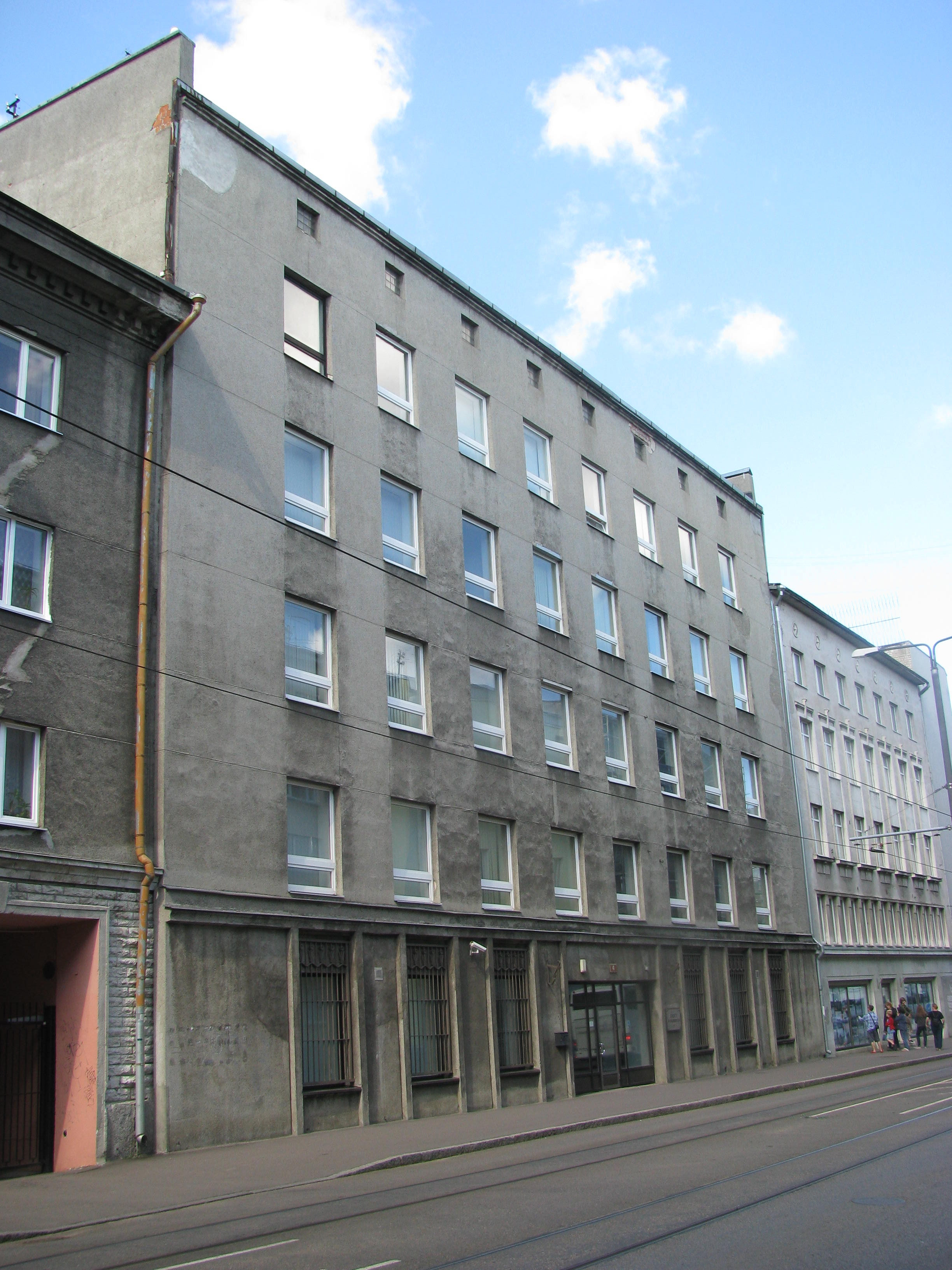
Estnisches Staatsarchiv am Standort Maneeži 2/4 (Aufnahme vom 13. August 2011)

Das Estnische Staatsarchiv (estnisch: Eestii Riigarhiiv) ist ein nationales Archiv und Teil des Nationalarchivs der Republik Estland in Tallinn. Es identifiziert, sammelt, bewahrt und organisiert die Nutzung von Dokumenten, die in Estland entstanden sind oder die estnische Geschichte von der Zeit der Unabhängigkeit Estlands bis zum heutigen Tag widerspiegeln.
Das Estnische Staatsarchiv wurde am 9. Februar 1921 von der Regierung gegründet, die damit den Beschluss des Archivausschusses unter der Leitung von Professor Arno Rafael Cederberg von der Universität Tartu billigte, das Staatsarchiv in Tallinn und das historische Estnische Staatliche Zentralarchiv (ERKA) in Tartu einzurichten. Das Staatsarchiv nahm seine Arbeit am 1. April 1921 auf, und August Nuth wurde zu seinem Direktor ernannt. Das Archiv befand sich in den Räumlichkeiten des ehemaligen Gouvernementsarchivs in Toompea und unterstand der Staatskanzlei.
Im Jahr 1940 wurde das Staatsarchiv in das Staatliche Zentralarchiv der Estnischen SSR umgewandelt, und von 1948 bis 1989 trug es den Namen Staatliches Zentralarchiv der Estnischen SSR Oktoobrirevolutsiooni ja Sozialalistliku Üehehitustöö Riiklik Keskarhiiv (Nationalarchiv der Estnischen SSR).
Das Estnische Staatsarchiv ist in Tallinn in drei Gebäuden untergebracht. Das Hauptgebäude und die Kanzlei befinden sich in der Maneeži 2/4, wo hauptsächlich die Dokumentation der staatlichen Institutionen der sowjetischen Besatzungszeit aufbewahrt wird. Dazu gehören u. a. alle wichtigen Ministerien, die Universitäten, Krankenhäuser und verschiedene Kultureinrichtungen.
In der Tõnismäe 16 befindet sich das ehemalige Parteiarchiv, in dem die Archive des Innenministeriums der Estnischen Sozialistischen Sowjetrepublik (Estnische SSR), des Komitees für nationale Sicherheit der Estnischen SSR, der Kommunistischen Partei Estlands und verwandter Organisationen wie die der Jugendorganisation Komsomol aufbewahrt werden.
Das neueste Gebäude des Staatsarchivs mit einem Lese- bzw. Forschungssaal befindet sich in der Madara 24, wo Materialien und Dokumente aus der Zeit der Gründung der Republik Estland und der ersten Zeit der Unabhängigkeit archiviert sind. Dazu gehören Dokumente der wichtigsten staatlichen und militärischen Organisationen vor 1940, von Ministerien, Katasterämtern, der Industrie- und Handelskammern, Gerichts- und Polizeiakten sowie die Verwaltungsdokumentation verschiedener Ebenen. Daneben sind dort  auch persönliche Bestände historischer Persönlichkeiten untergebracht.